# Danh sách vườn quốc gia tại Rumani
Các khu bảo tồn tại Rumani bao gồm các vườn quốc gia, công viên tự nhiên và các khu dự trữ sinh quyển tổng cộng chiếm khoảng 5,18% diện tích của Rumani (12.360 km ²), trong đó Đồng bằng sông Danube là khu bảo tồn chiếm gần một nửa diện tích (2.43% diện tích của Rumani).

## Danh sách

### Khu dự trữ sinh quyển
Có 3 khu dự trữ sinh quyển với tổng diện tích 6644.46 km²:
| Tên                   | Diện tích (km²) | Hạt                                 | Hình ảnh          |
| --------------------- | --------------- | ----------------------------------- | ----------------- |
| Đồng bằng sông Danube | 5.800           | Tulcea, Constanţa                   | Danume Delta      |
| Retezat               | 380.47          | Hunedoara                           | Retezat Mountains |
| Rodna                 | 463.99          | Bistriţa-Năsăud, Maramureş, Suceava | Rodna Mountains   |

### Vườn quốc gia
Có 13 vườn quốc gia tại Rumani, tổng diện tích là 3.158,6 km 2:
| Tên                                    | Diện tích (km²) | Hạt                                       | Hình ảnh                         |
| -------------------------------------- | --------------- | ----------------------------------------- | -------------------------------- |
| Vườn quốc gia Domogled-Valea Cernei    | 601             | Caraş-Severin, Mehedinţi, Gorj            | Dãy núi Mehedinti                |
| Vườn quốc gia Rodna                    | 463,99          | Bistriţa-Năsăud, Maramureş, Suceava       | Dãy núi Rodna                    |
| Vườn quốc gia Retezat                  | 380,47          | Hunedoara                                 | Dãy núi Retezat                  |
| Vườn quốc gia Cheile Nerei-Beuşniţa    | 371             | Caraş-Severin                             | Waterfall Beuşniţa - Beu River   |
| Vườn quốc gia Semenic-Cheile Caraşului | 366,64          | Caraş Severin                             | Dãy núi Semenic                  |
| Vườn quốc gia Călimani                 | 240,41          | Bistriţa-Năsăud, Harghita, Mureş, Suceava | Dãy núi Călimani - Đỉnh Pietrosu |
| Vườn quốc gia Cozia                    | 171             | Vâlcea                                    | Cozia Massif                     |
| Vườn quốc gia Piatra Craiului          | 148             | Argeş, Braşov                             | Khối núi Piatra Craiului         |
| Vườn quốc gia Munţii Măcinului         | 113,21          | Tulcea                                    | Dãy Măcin phía xa                |
| Vườn quốc gia Defileul Jiului          | 111,27          | Gorj, Hunedoara                           |                                  |
| Vườn quốc gia Ceahlău                  | 83,96           | Neamţ                                     | Khối núi Ceahlău                 |
| Vườn quốc gia Cheile Bicazului-Hășmaș  | 65,75           | Harghita, Neamţ                           | Hẻm Bicaz                        |
| Vườn quốc gia Buila-Vânturarița        | 41,86           | Vâlcea                                    | Khối núi Buila                   |

### Công viên tự nhiên
Có 13 công viên tự nhiên với tổng diện tích 7.282,72 km 2:
| Tên                                          | Diện tích (km²) | Hạt                               | Hình ảnh                         |
| -------------------------------------------- | --------------- | --------------------------------- | -------------------------------- |
| Muntii Maramureşului                         | 1.488,50        | Maramureş                         | Dãy núi Maramures                |
| Porţile de Fier                              | 1.156,55        | Caraş-Severin, Mehedinţi          | Sông Danube chảy qua Iron Gate   |
| Công viên địa chất Cao nguyên Mehedinţi      | 1.060           | Mehedinţi                         |                                  |
| Công viên địa chất khủng long quốc gia Hateg | 1.023,92        | Caraş-Severin, Mehedinţi          |                                  |
| Apuseni                                      | 757,84          | Alba, Bihor, Cluj                 | Dãy núi Apuseni                  |
| Putna-Vrancea                                | 382             | Vrancea                           | Thác Putna                       |
| Bucegi                                       | 326,63          | Argeş, Braşov, Dâmboviţa, Prahova | Khối núi Moraru thuộc dãy Bucegi |
| Vânători-Neamţ                               | 308,18          | Neamţ                             | Vânători Neamţ                   |
| Balta Mică a Brăilei                         | 175,29          | Brăila                            | Dãy núi Măcin phía xa            |
| Grădiştea Muncelului-Cioclovina              | 100             | Hunedoara                         | Dãy núi Şureanu                  |
| Comana                                       | 249,63          | Giurgiu                           |                                  |
| Thượng Defileul Mureşului                    | 9.156           | Mureş                             |                                  |
| Vùng ngập nước Lunca Joasă tại Prutului      | 82,47           | Galaţi                            | Sông Prut                        |
| Lunca Mureşului                              | 174,55          | Arad, Timiş                       | Sông Mures                       |